# 臺灣五大家族
臺灣五大家族在傳統上，是指自臺灣清治時期末、歷經日治時期一直到戰後時期，地方上曾顯赫一時的臺灣五大家族，由北至南分別為基隆顏家、板橋林家、霧峰林家、鹿港辜家、高雄陳家。

## 簡介
其中以板橋林家發跡最早，自18世紀末的清乾隆晚期即迅速興旺；霧峰林家與高雄陳家次之，約發跡於清治時期的19世紀中後期；基隆顏家和鹿港辜家發跡最晚，是進入日治時期後，透過日本官方支持而發展其經濟事業的家族。
- 板橋林家：來自漳州龍溪，林平侯隨著父親來到臺灣淡水廳新庄，原是白米批發商，在林爽文事件中物價暴漲因而致富，平侯有五子，其中林國華、林國芳二子組成了林本源商號，他們在枋橋街與大嵙崁開墾了大量土地，其從事的生意廣泛，兼營米、鹽、糖、布、茶、木材、樟腦、航運、錢莊等等，並在大量的泉漳械鬥中獲勝，維繫了家族勢力。
- 霧峰林家：來自漳州平和，與板橋林家並稱，臺灣人稱「一天下，兩林家」[1]，但兩家並無血緣關係。霧峰林家的林文察、林文明因率領團練，親自從軍，幫助大清國平定戴潮春事件有功，並在戰爭中取得大量田產，最後得到大清國賜予的樟腦專賣權，而變為中臺灣的首富。
- 高雄陳家：由陳中和所開創，祖籍泉州同安，在清末時期，陳中和從事蔗糖運輸與進出口國際貿易，兼及布匹、食鹽等而略有聲名，並在橫濱、高雄、香港三處設置據點，臺灣日治時期因配合日本「米糖王國」政策，設立新興製糖，逐漸致富。
- 鹿港辜家：是辜顯榮所開創，祖籍泉州三邑，本來只是鹿港的普通居民，清末時到達臺北府開設雜貨店「瑞昌成號」。乙未之役時，臺北城大亂，民兵在臺北城燒殺擄掠，辜出面與和士紳白其祥、李春生、吳文秀、李秉鈞等洽談後，引領日軍順利進入臺北城，無血開城，並獲得日本人的回報，取得許多特權事業，如鹽、糖、鴉片、樟腦等經營權，因而致富。其中分出來的辜振甫、辜濂松一脈，因往金融業發展，創立「中信集團」，所以鹿港辜家也稱為「中信辜家」。
- 基隆顏家：來自泉州安溪，在清代時已經開始採礦，在日治時期，顏雲年與日資企業三井會社的合作，大型開採煤礦、金礦，被稱為「炭王金霸」，與另一支礦業家族瑞芳李家（李建興、李建和家族）稱冠於臺灣礦界。

此外，1905年台灣日治時期刊印的《舊慣會經資報告》中，記載當時全臺灣有50萬元以上資產者有板橋林本源家族、臺北李春生家族、新竹鄭如蘭家族、霧峰林烈堂與林資鏗、新庄仔吳鸞旂、清水蔡蓮舫、苓雅寮陳中和八人，臺灣五大家族人物佔據一半。

## 新興顯赫家族概要
另外，台灣自2002年以來的金融改革，金融控股公司一一成立，許多大家族因為也大都有經營金融業，而產生了另類的「金控家族」。較著名者為台新新光吳家、中信辜家與開發辜家（出於鹿港辜家）、國泰蔡家、富邦蔡家等六家。
所以近年來也有人將此台灣前五大財閥，即台塑王家、遠東徐家、國泰與富邦蔡家、和信與中信辜家、新光與台新吳家，稱為新台灣五大家族。其中傳統的五大家族獨鹿港辜家猶引領風騷。而板橋林家、霧峰林家、高雄陳家儘管不在前五大榜上，但在金融產業方面仍保持著相當的影響力（例如華南金控最大民股林明成、林知延父子為板橋林家後人、霧峰林家以彰化銀行為主、高雄陳家則在南部坐擁大片土地），惟規模不及「吳辜蔡」三家。
2008年6月，《富比士雜誌》所發表的台灣富豪榜，公佈國泰蔡家以85億美元資產居冠；台塑王家以68億居次；富邦蔡家以51億居第四；中信辜家以28億位第六；新光吳家以23億列第十一；遠東徐家以17.5億排第十四；和信辜家以12.5億於第十九；板橋林家以12億占第二十名。